# Sceletium tortuosum
A Sceletium tortuosum egy Dél Afrikában gyakori, szukkulens növény, melyet Kanna, Channa, Kouged (Kauwgoed) - ami szó szerint, 'rágni való dolgot' jelent - néven is ismernek.
A növényt ősidők óta használják a Dél Afrikai pásztorok és vadászok hangulatjavító szerként. A növény használatáról az első ismert említés 1662-ből származik, van Riebeeck tollából. A tradicionálisan szárítva fogyasztott sceletiumot többnyire rágcsálják, de teák, tinktúrák és ma már kapszula formájában is beszerezhető. Elterjedt ezeken kívül a finom porrá őrölt növény tubákhoz hasonló szippantása vagy dohány helyettesítőként való elszívása.

## Hatás
A Sceletium hangulatjavító és szorongáscsökkentő hatással bír. A kietlen vidékeken, nagy távolságokat gyalogló pásztorok az éhségérzet csökkentésére is használták. Megfelelő mennyiségben fogyasztva eleinte enyhén stimuláló, majd nyugtató hatású, némi eufóriával kísérve. A használók gyakran a másokkal való közelség érzetéről és meditatív állapotról számolnak be, érzékelési torzulások nélkül. Mások a tapintási érzékelés kifinomodását és fokozott szexuális érzékelést, valamint élénk, valósághű álmokat tapasztalnak. Ezen tulajdonságok miatt a sceletium az empatogén-entaktogén szerek csoportjába tartozik. Nagyobb dózisok részegítő és stimuláló hatást okoznak, majd szedálnak. Túladagolva idegesség, hányinger jelentkezik.
A növény nem hallucinogén, és nincs dokumentált káros hatása. Úgy tartják, hogy más pszichoaktív növények, mint a kannabisz hatásának fokozására is alkalmas.

## Farmakológia
A Sceletium tortuosum jelentős hangulatjavító és anxiolitikus (szorongáscsökkentő) hatású. Már 50 mg-os dózis elfogyasztása enyhe hangulatjavulást, csökkent szorongást, relaxációt és közérzet javulást okoz. Magasabb, 100 mg körüli adagban empatogén jellegű, nyugtató, eufóriáns.
A kutatások szerint a növény pszichoaktív tulajdonságát adó alkaloidok a mesembrine, mesembrenone, mesembrenol és tortuosamine. A mesembrine a legfőbb hatóanyag, ami egy USA-beli szabadalmi bejegyzés szerint, jelentős szerotonin visszavétel gátló (SSRI) hatású, erősebb antidepresszáns tulajdonsággal, mint az imipramin. Emellett a rolipramhoz való nagyfokú kémiai hasonlóság és hatásprofil miatt PDE4-gátló hatásúnak is tartják.
A Sceletium összes alkaloid tartalma 1-1,5%. A levelek 0,3% mesembrine-t, míg a szárak 0,86%-ot tartalmaznak.

## Kölcsönhatás
Kevés ismeret áll rendelkezésre az S. tortuosum más szerekkel való kölcsönhatásáról, azonban használata SSRI-kkel, MAO-gátlókkal és egyéb pszichiátriai gyógyszerekkel, illetve kardiológiai gyógyszerekkel veszélyes lehet. Alkohollal együtt fogyasztva több használó fejfájást tapasztalt.

## Fordítás
Ez a szócikk részben vagy egészben  a   Sceletium tortuosum című angol Wikipédia-szócikk fordításán alapul.  Az eredeti cikk szerkesztőit annak laptörténete sorolja fel. Ez a jelzés csupán a megfogalmazás eredetét és a szerzői jogokat jelzi, nem szolgál a cikkben szereplő információk forrásmegjelöléseként.